# Centrala hidroelectrică de la Dubăsari
Centrala hidroelectrică de la Dubăsari (în rusă Дубоссарская гидроэлектростанция, Дубоссарская ГЭС) este o hidrocentrală situată în cursul mijlociu al fluviului Nistru, lângă orașul Dubăsari. Aceasta a fost construită între anii 1951 – 1954, și are o capacitate instalată a centralei este de 48 MW.
Barajul de la Dubăsari a creat lacul de acumulare omonim, cu o lungime de 128 km lungime și o lățime medie de 528 metri. Suprafață de apă este egală cu 67,5 km².
Producția medie anuală de energie electrică este de 261 milioane kilowați-oră. Este controlată de autoritațile separaratiste transnistrene.

## Galerie de imagini

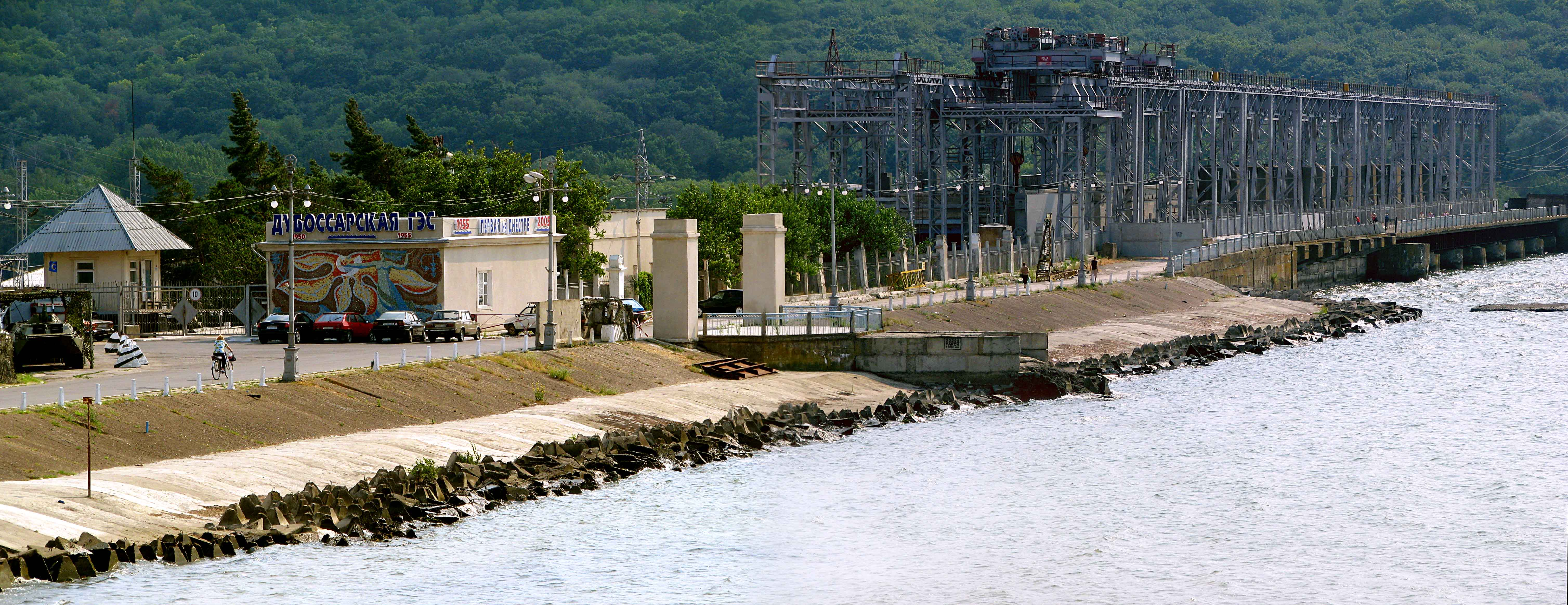
2008
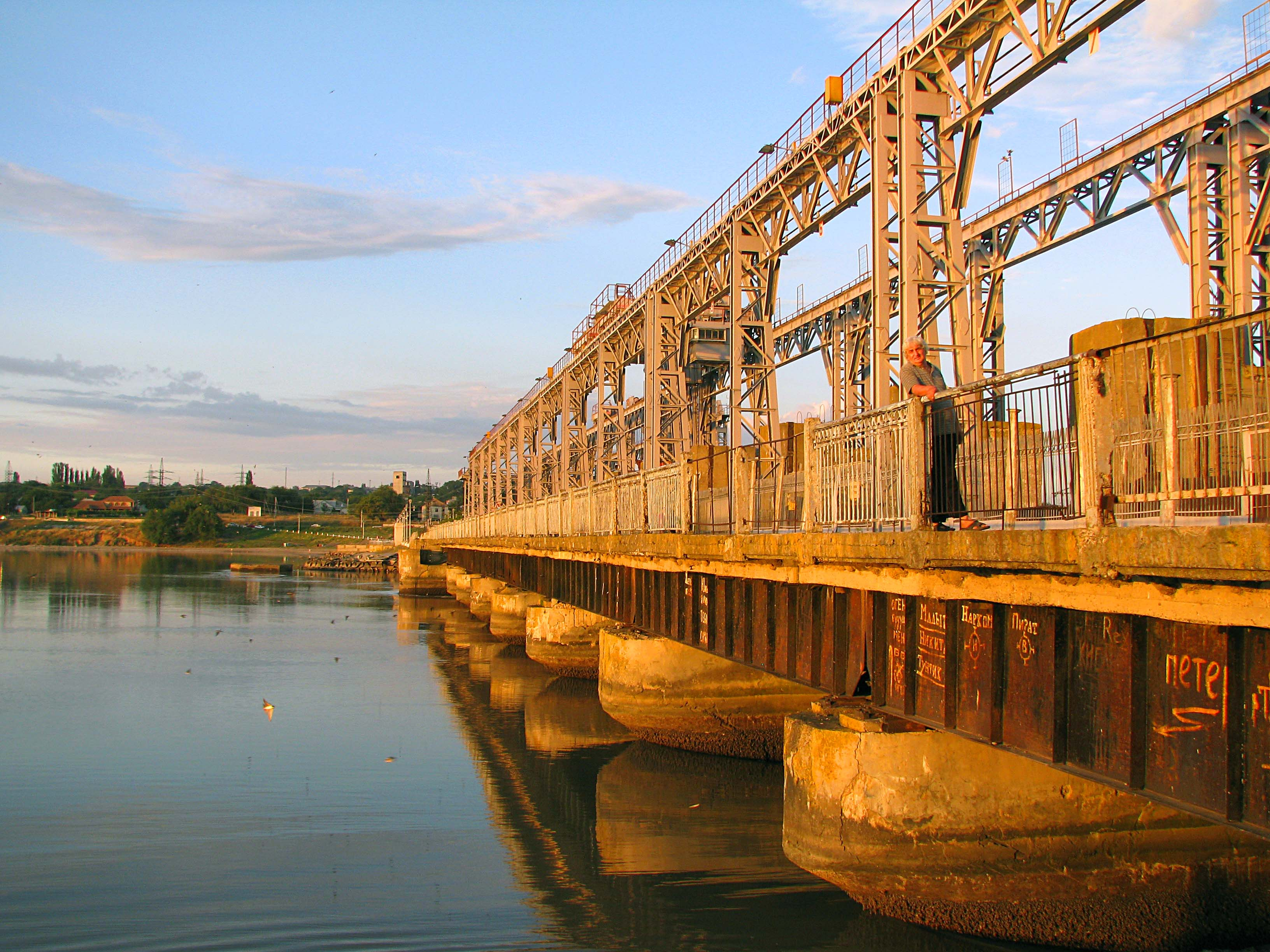
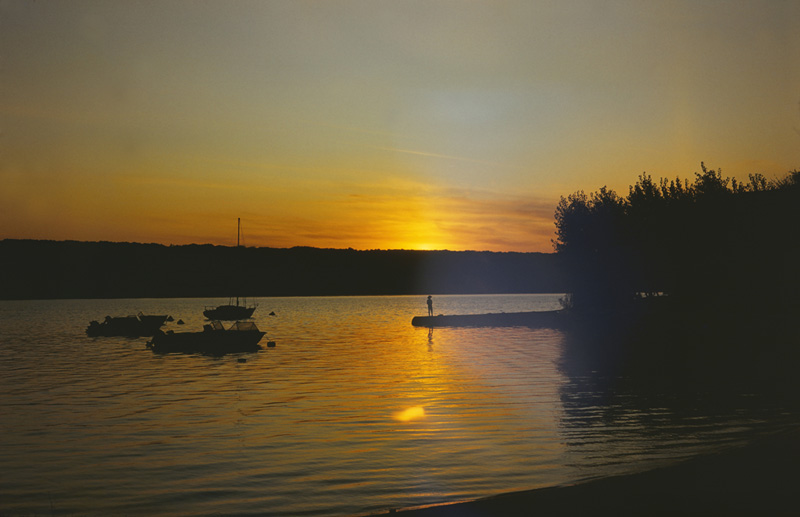
Barajul hidrocentralei prin 1980
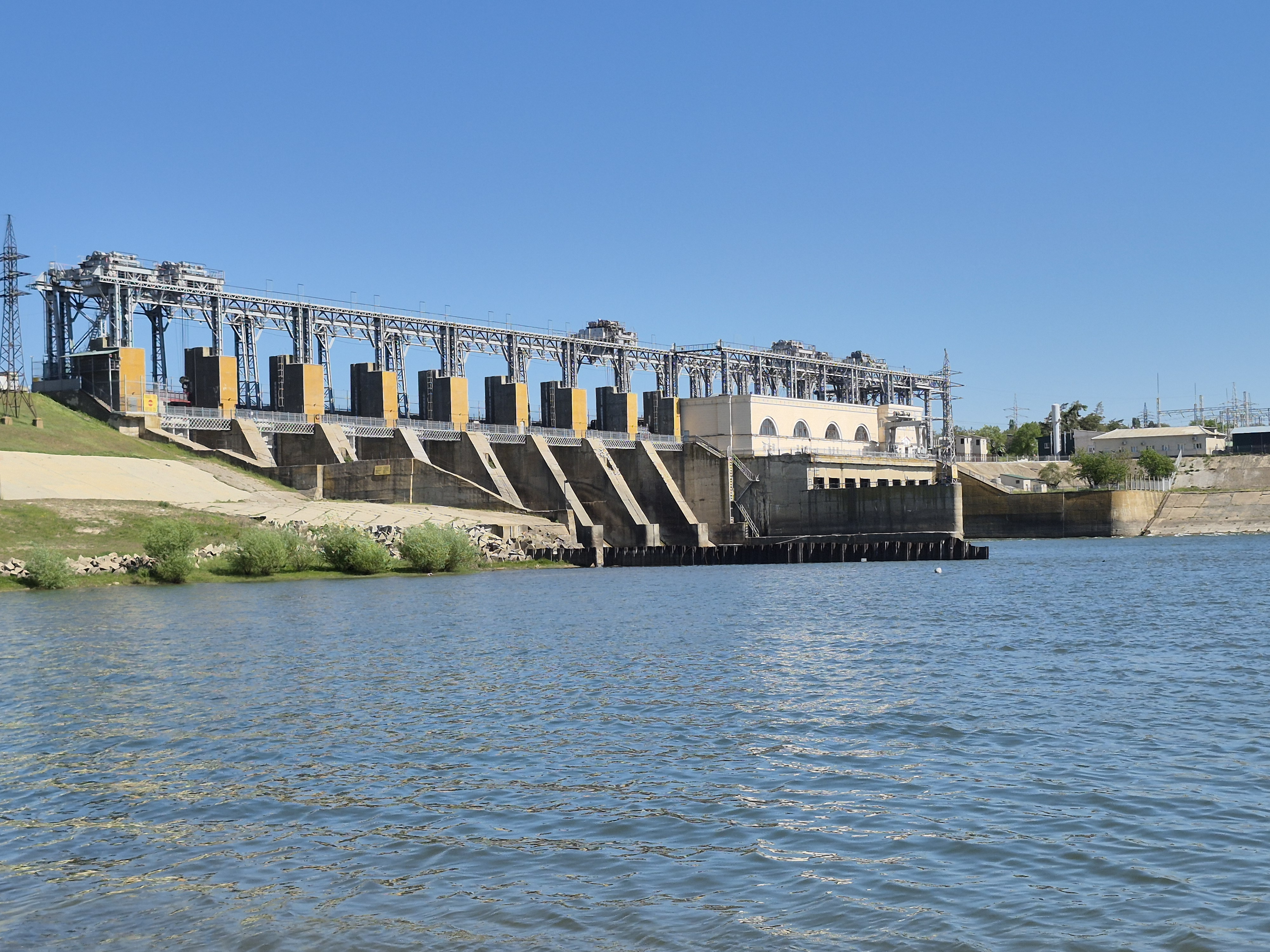
Centrala hidroelectrică 2025

## Vezi și
- Complexul hidroelectric de pe Nistru